# Trzeci rząd Poula Nyrupa Rasmussena
Trzeci rząd Poula Nyrupa Rasmussena – rząd Królestwa Danii istniejący od 30 grudnia 1996 do 23 marca 1998. W skład rządu weszli przedstawiciele Socialdemokraterne (S) oraz socjalliberalnej Radykalnej Lewicy (RV). Gabinet zastąpił poprzedni rząd tego samego premiera, rekonstrukcja wiązała się z opuszczeniem koalicji przez Centrum-Demokraterne. Rząd zakończył funkcjonowanie po wyborach w 1998, po których te same ugrupowania powołały czwarty gabinet Poula Nyrupa Rasmussena.

## Skład rządu
- premier: Poul Nyrup Rasmussen (S)
- minister gospodarki i współpracy nordyckiej: Marianne Jelved (RV)
- minister spraw zagranicznych: Niels Helveg Petersen (RV)
- minister finansów: Mogens Lykketoft (S)
- minister środowiska i energii: Svend Auken (S)
- minister badań naukowych: Jytte Hilden (S)
- minister edukacji i spraw kościelnych: Ole Vig Jensen (RV)
- minister obrony: Hans Hækkerup (S)
- minister spraw wewnętrznych: Birte Weiss (S, do 20 października 1997), Thorkild Simonsen (S, od 20 października 1997)
- minister ds. żywności: Henrik Dam Kristensen (S)
- minister sprawiedliwości: Frank Jensen (S)
- minister spraw społecznych: Karen Jespersen (S)
- minister ds. biznesu: Jan Trøjborg (S)
- minister kultury: Ebbe Lundgaard (RV)
- minister pracy: Jytte Andersen (S)
- minister ds. ruchu drogowego: Bjørn Westh (S)
- minister mieszkalnictwa: Ole Løvig Simonsen (S)
- minister ds. podatków: Carsten Koch (S)
- minister zdrowia: Birte Weiss (S)
- minister współpracy na rzecz rozwoju: Poul Nielson (S)